# Breguet Atlantic
Breguet Br.1150 Atlantic tudi Atlantique je dvomotorno turbopropelersko letalo za mornariško patruljiranje in protipodmorniško bojevanje. Zasnovalo ga je francosko podjetje Breguet Aviation. V uporabi je že od leta 1965, poleg Francije ga uporabljajo tudi Nemčija, Nizozemska, Pakistan in Italija. Nekatere nemške verzije so bile opremeljene tudi za elektronsko obveščevalno dejavnost (ELINT). Skupno so zgradili 115 letal obeh verzij. Prvi let je bil 21. oktobra 1961. 
Atlantic je dvonadstropne konfiguracije, v zgornjem nadstropju so prostori pod pritiskom za operaterje sistemov, v spodnjem pa je prostor za orožje. Na spodnjem delu je tudi iskalni radar. Detektor magnetnih anomalij je nameščen v zadnjem delu repa. 
Letalo je primarno namenjeno protipodmorniškemu in protiladijskem bojevanju, se pa lahko uporablja tudi za iskanje in reševanje, polaganje morskih min in elektronsko obveščevalno dejavnost. 
Poganjata ga dva turbogredna motorja Rolls-Royce Tyne, vsak z močjo 6100 KM. Dolet letala je okrog 9000 kilometrov, čas leta pa do 18 ur. 
Atlantique 2 ozirom ATL2 je posodobljena različica.

## Specifikacije(Atlantique 2)
Podatki iz Jane's All The World's Aircraft 1988-89
Splošne karakteristike
- Posadka: 12
- Dolžina: 31,62 m (103 ft 9 in)
- Razpon kril: 37,42 m (122 ft 9¼ in)
- Višina: 10,89 m (35 ft 8¾ in)
- Površina kril: 120,34 m² (1295,3 sq ft)
- Teža praznega letala: 25700 kg (56659 lb)
- Naložena teža: 45000 kg (99200 lb)
- Maks. vzletna teža: 46200 kg (101850 lb)
- Pogon letala: 2 ×  turbogredni motor Rolls-Royce Tyne RTy.20 Mk 21, 6100 KM (4549 kW)  vsak

 Zmogljivost 
- Maks. hitrost: 648 km/h (350 vozlov, 402 mph)
- Potovalna hitrost: 315 km/h (170 vozlov, 195 mph) (patruljna hitrost)
- Hitrost porušitve vzgona: 167 km/h (90 vozlov, 104 mph) s spuščenimi zakrilci
- Največji doseg: 9075 km (4900 nmi, 5635 milj)
- Trajanje leta: 18 ur
- Višina leta: 9145 m (30000 ft)
- Hitrost vzpenjanja: 14,7 m/s (2900 ft/min) pri 30000 kg (66140 lb)

Oborožitev

- Do 3500 kg (7700 lb) tovora: bombe, torpedi, globinske bombe, mine, boje in protiladijske rakete